# Каламбур (тележурнал)
Журнал відеокоміксів «Каламбу́р» — російськомовна розважально-гумористична телепередача, створена в Україні, що виходила на російському каналі ОРТ та РТР у 1996—2001 роках. Пік популярності припав на кінець 1990-х — початок 2000-х. Журнал було створено 1996 року після злиття комік-тріо «Магазин Фу» (Тетяна Іванова, Сергій Гладков, Вадим Набоков) і дуету «Солодке життя» (Юрій Стицковський, Олексій Агоп'ян).
З 12 жовтня 1996 р. по 15 червня 2000 р. виходив на російському каналі ОРТ, з 11 грудня 2000 р. по 10 червня 2001 р. — на російському каналі РТР, після чого комік-квінтет розпався. Налічує понад 150 серій, пізніші містять перемонтовані раніші випуски.

## Історія
1996 року комік-тріо «Магазин Фу» (Тетяна Іванова, Сергій Гладков, Вадим Набоков) і дует «Солодке життя» (Юрій Стицьковський, Олексій Агоп'ян), об'єдналися і назвавшись «Фул Хаус» (від «Fool House» — «Будинок дурнів», співзвучно до «Full House» — «Повний будинок»), вирішили створити власне телешоу і почали роботу над однойменною передачею. Зйомки проходили на базі телекомпанії «Приват ТБ» у Харкові.
1996 року, коли зйомки було закінчено, «Фул Хаус» був проданий ОРТ. Програма була прийнята, але з умовою змінити назву і ведучого. Новою назвою стала «Каламбур» від назви стилістичного прийому в гуморі.

## Рубрики

### Наш аперитивчик
Короткий початковий скетч програми, покликаний розігріти гумористичний «апетит» у глядачів. 1998 року рубрика стала виходити під назвою «Ви написали – ми зіграли». Тут стали розігруватися сценки, сценарій яких, за словами ведучого, був присланий глядачами і відібраний авторами.

### Під звуком «Пі»
Пародія на ток-шоу. В кожному випуску одне ключове слово в розмові ведучого та гостя слово маскується звуком «пі», від чого репліки учасників стають вельми двозначними, натякаючи на щось непристойне. Наприкінці повідомляється, про що насправді йшлося.

### Бар «Каламбур»
Дія відбувається в барі під назвою «Каламбур». Сюжети зазвичай виконані на зразок коміксу: всі вимовлені персонажами фрази «спливають» у вигляді бульбашки з їх рота. Іноді персонажі бачать ці фрази і перечитують їх. Основна дія відбувається біля стійки бару, де сидить П'яниця і безперервно п'є напої, які йому наливає Бармен. Всі жарти П'яниці стосуються алкоголю. Іноді замість нього з'являється його жіноче альтер его, Мадам-повія. Крім тяги до випивки, вона домагається до відвідувачів бару, проте її зовнішній вигляд і використання «спеціальної захоплюючої» косметики тільки відлякує їх.
У барі також працює Офіціантка, недоліком якої є манія базікати по телефону. Бармен щоразу перериває її розмову різними способами і відправляє до клієнта стандартною фразою «Йди працюй!».
Завсідником бару також є Невдаха. Його поява завжди деструктивна для бару: він в обов'язковому порядку перекидає вішалку біля дверей і вазу для квітів, часто ламає столи та стільці, спотикається об каблук Офіціантки. Зазвичай у Невдахи вкрай мало грошей, і він замовляє лише кип'ячену воду. Іноді у нього грошей буває більше, і тоді він замовляє якусь страву з огидним смаком, після чого намагається скандалити, на що з'являється кремезний грубий Кухар. У кількох випусках з'являється і Подруга Невдахи, теж невдаха.
Ще один частий відвідувач бару — Рокер: безцеремонний, грубий пузатий і бородатий чолов'яга. Рокер п'є горілку відрами і постійно влаштовує погроми за допомогою бейсбольної біти.

### Круте піке
У цьому серіалі пародіювалися штампи американських фільмів-катастроф. Персонажі вимовляють свої репліки ламаною англійською з одноголосним перекладом. Кожна серія починається зі вступу: «Пасажирський літак „Бройлер-747“ терпить аварію над водами Атлантичного океану протягом 325 серій. Екіпаж лайнера відважно бореться за порятунок життя пасажирів».
Дія типового випуску зазвичай відбувається таким чином: Командор похмуро жартує на тему загибелі, що смішить його самого і лякає пілота Дрінкінса. В перервах між жартами в кабіну пілота приходять інші члени екіпажу. Стюардеса, заходячи в кабіну, завжди говорить: «У нас проблеми в пасажирському салоні», після чого скаржиться на поведінку міс Бурпл або на те, що пасажири здогадуються, що вони падають, і отримує знущальну «пораду» від Командора. Радист Морзе часто приходить, щоб передати чергову радіограму, або тому, що не може розібратися з дріб'язковими проблемами.
Поява Стюардеси і Радиста Командор щоразу супроводжує здивованим питанням до Дрінкінса: «Хто це, Дрінкінс?» (англ. Who is it, Drinkins?). Наприкінці командор запитує, скільки залишилося серій, і жартує в дусі «Тоді я ще встигну … (згадати дитинство, пограти в кролика, відчути себе японцем тощо)» (у новіших випусках цей епізод скасовано).

### Село Дурнів
Цей серіал обігрує популярні мотиви і кліше російського і частково радянського фольклору. Головні герої — подружня пара, Мужик і Баба. Мужик — носить кашкет донських козаків, штани з лампасами, довгий червоний шалик, червоний ніс і довгі вуса. Грим його клоунський — біле обличчя, навколо очей обведені чорні кола. Грає на гармошці і балалайці. Колись, ймовірно, був солдатом (носить медаль, схожу на солдатський Георгіївський хрест), але тепер ледар і п'яниця, хоча іноді демонструє здатність до подвигів (в одній із серій мріє загинути, зробивши подвиг, щоб йому поставили пам'ятник). Постійно шукає нагоди випити, за що Баба б'є його по голові, в ранніх серіях качалкою, пізніше — сковорідкою.
Баба в 1 і 2 сезонах носила синій сарафан, пізніше зелений. Вона виконує практично всю роботу по господарству в будинку, іноді змушуючи і Мужика попрацювати. В її розпорядженні цілий арсенал сковорідок (від крихітних до величезної), які активно використовуються «у виховних цілях», і дуже рідко — за прямим призначенням. Але, незважаючи на розбіжності, Мужик і Баба все ж люблять одне одного й намагаються іноді взаємно зробити щось приємне.
До них часто заходить у гості друг Мужика — Морячок-дурник (рос. Морячок-дурачок). Він теж п'яниця, любитель випити і закусити за чужий рахунок (носить із собою в кишені штанів алюмінієву кварту і дерев'яну ложку), хоча часто приносить із собою сивуху для спільного розпивання з Мужиком. За це Баба карає обох сковорідкою. Кмітливість і удача дозволяє друзям іноді брати гору над Бабою, але частіше Баба розгадує їхні наміри і карає сковорідкою. На обличчі у Морячка-дурника білий грим, область щетини синя. Також під очима намальовані сині точки. Морячок носить безкозирку з жовтим помпоном, а коли вітається, крутить головою, але може і потиснути руку. У деяких серіях показано, що Баба зраджує Мужика з Морячком. Морячок теж одружений, та схоже, на відміну від нього, дружина ще служить у флоті. Дружина Морячка за характером схожа на Бабу, але замість сковорідки використовує якір. Крім випивки, приятелі люблять рибалити (ловлять рибу в колодязі на подвір'ї хати на порожній гачок), і не цураються полювання. Об'єктом полювання часто виступає Ведмідь.
Ведмідь у серіалі також він вміє говорити. Дурнуватий, добродушний, може їздити на велосипеді і підробляє листоношею (в одному з випусків — міліціонером) і теж одружений. Спочатку головні герої бояться його, але потім товаришують. Ведмідь не проти вкрасти мед у господарів (в господарстві Дурнів є пасіка, що складається з вулика з єдиною Бджолою, яка також є персонажем серіалу) і поцупити рибу у Морячка. Іноді Ведмедя використовують як «цапа-відбувайла». В одній із серій Дурні навіть влаштовують суд над Ведмедем за звинуваченням у побитті Бджоли та псуванні майна. Також Ведмідь іноді приносить листи і посилки від родичів Мужика й Баби. Вони схожі на Мужика та Бабу в стереотипному одязі інших країн.
Бджола — персонаж досить агресивний, може напасти навіть на своїх господарів. Ганяючись за кимось, вона іноді зловтішно сміється. В одному з випусків було видно, як вона розносила пошту, а вулик використовували як поштову скриньку.
У перших трьох сезонах герої «німі» (лише сміються), у наступних починають говорити.

### Залізний капут
Епізоду передує короткий ролик, змонтований з архівних кіноматеріалів — здебільшого це записи огляду військ кайзером Вільгельмом II і принцом Вільгельмом, до яких підігнані кадри виробництва на танкових заводах часів Другої Світової. Іронічною алюзією на значок кінохроніки Пате (галльський півень) використовується стилізований череп з перехрещеними кістками. Закадровий голос коментатора розповідає легенду: «На початку XX століття у військових лабораторіях Першого Рейхсмахта (очевидно мається на увазі сама держава, а не тільки її військові структури; не слід плутати з рейхсвером, вермахтом і Третім Рейхом) був створений суперсекретний танк, що володів бойовою потужністю і надзброєю, які набагато випередили свій час. Для того, щоб випробувати танк і при цьому завчасно не зруйнувати Європу, він був закинутий в Центральну Африку для поневолення непокірних зусулів (алюзія на зулусів; зображені у вигляді стереотипних дикунів). Через деякий час, з метою безпеки, всі, хто знав про існування цього проекту, були знищені, і про танк забули. Тим не менш, його безстрашний екіпаж у складі командира майора барона фон Швальцкопфа XII, навідника Ганса Шмульке і простих солдатів Дранкеля і Жранкеля не забули про свою велику місію і готові були до кінця виконати свій обов'язок. В анналах історії цей секретний проект залишився під назвою „Залізний капут“.»
Уся дія серіалу розгортається всередині танка. Лише в серіях «Переговори з зусулами» та «Бойовий газ отупляючої дії» члени екіпажу танка виходили з нього. У більшості сюжетів мудрі вказівки майора і старанність його підлеглих призводять до вибуху всередині танка, в результаті якого від уніформи майора незмінно залишаються одні клапті. Меткий Шмульке негайно з'являється з запасними штанями галіфе для командира і вимовляє: «Jawohl, Herr Major!» («Так точно, Херр Майор!»). Втім, у серії «Шплунгер і здрінчер» жертвою вибуху для різноманітності виявляється не майор, а Шмульке, а в серії «Бомба, закамуфльована під пиво» вибухнули Жранкель і Дранкель (зовні схожі на Швейка).
Персонажі розмовляють німецькою із закадровим перекладом. Також у перервах між діями показують переміщення та стрілянину танка і дії зусулів, що зводяться до метання фруктових бомб з окопів. В кінці кожного випуску показується або паруючий після залпів танк, або радісні зусули, і лунає: далі буде. У рубриці використовується мелодія на мотив пісні «Ах, мій милий Августин».

### Унти з циклу Вулиці чукотських бунтарів
Одна з непостійних рубрик. Відрізняється від інших непостійних рубрик тим, що у всіх них по одному випуску, а тут кілька. Рубрика розповідає про «недалекого» чукчу (хорошого мисливця), його дружину-ідіотку та інших.

### Злодії— шеф і придурок
Рубрика є частиною рубрики «Ви написали — ми зіграли» і «Наш аперитивчик». Головні персонажі — два злодії: розумний, злий, але злегка невдачливий шеф і веселий, добрий дурень. Ці двоє дуже бояться міліції, але на кожній своїй справі вони дуже сильно ризикують. У деяких випусках видно, що дурень гаркавить, а також що у шефа крива щелепа. В останньому випуску з їх участю також з'являються тюремники.
Також є ситуативні персонажі (лише для одного випуску, залежно від сюжету, який розігрується), як-от Розсіяний — Сергій Гладков, Алкоголік — Вадим Набоков, Дружина героя —Тетяна Іванова.

### Сенсація за будь-яку ціну
Рубрика є частиною рубрики «Ви написали — ми зіграли». Історії розповідають про винаходи божевільного професора і їх невдачливого випробувача Макса. При одному слові Професора, що це буде сенсація, Макс на все погоджується. Після кожного провалу Макс кричить: «Ну, професоре, я тебе уб'ю!», а професор каже: « … треба буде попрацювати».

### Шахтарі
Історії, які відбуваються в шахті. Зазвичай все відбувається на зразок рубрики «Круте піке» з 12 випуску: Петрович повідомляє Васильовичу якусь новину, а той відповідає «це добре!» чи «це погано!». Розмовляють і думають повільно.

### Чорне в білому
Лікарський чорний гумор. Кожен лікар схиблений на своїй роботі, наприклад: хірург вічно хоче кому-небудь що-небудь відрізати, а сексопатолог схиблений на сексі. В одному випуску веселий хірург своїми жартами доводить пацієнта до непритомності (той дуже хоче залишитись живим), після чого тесляр, що вимірює його майбутню труну, та апостол Петро своєю появою остаточно вбивають його (апостол задуває свічку, що символізує життя пацієнта, коли той, страшенно переляканий його появою, починає голосно кричати).

### Хто там
Історії в будинку, на сходових клітках. Найбільш запам'ятовується герой Альфред Рабінович (Олексій Агоп'ян).

### Байки з лазарету
Історії, які відбуваються в німецькому лазареті. У ролі полкового лікаря виступає майор фон Швальцкопф з рубрики «Залізний капут», а санітарами служать Дранкель і Жранкель. Дія одного випуску зазвичай відбувається таким чином: спочатку Дранкель і Жранкель ведуть діалог, потім грає заставка і майор знущально лікує поранених.

### Чоловічі історії
Історії, які відбуваються в пивній. Розігруються у 6-му та 7-му сезонах. Героями є мужики Василь і Олексій (головні персонажі), Грузин, Інтелігент, Бомж і Офіціантка (другорядні персонажі). Зазвичай Василь і Олексій п'ють пиво, розхвалюють біооцет «Балтімор» або обмінюються новинами. Грузин зазвичай викаблучується перед Василем або вони говорять про біо-оцет «Балтімор». Бомж завжди просить у Інтелігента грошей на пиво. Офіціантка з'являється тільки в одному випуску, вона поскаржилася на дивний смак Олексія.

## Актори
| Актор              | Роль                                               | Рубрика                                 |
| ------------------ | -------------------------------------------------- | --------------------------------------- |
| Олексій Агоп'ян    | Бармен, Подруга Невдахи                            | Бар «Каламбур»                          |
| Олексій Агоп'ян    | «Винахідливий і кмітливий другий пілот Дрінкінс»   | Круте піке                              |
| Олексій Агоп'ян    | Ведмідь, дружина Морячка                           | Село дурнів                             |
| Олексій Агоп'ян    | Ганс Шмульке, Зусули                               | Залізний капут                          |
| Олексій Агоп'ян    | Німець                                             | Унти з циклу Вулиці чукотських бунтарів |
| Олексій Агоп'ян    | Шеф                                                | Злодії — шеф і придурок                 |
| Олексій Агоп'ян    | Професор                                           | Сенсація за будь-яку ціну               |
| Олексій Агоп'ян    | Шахтар Петрович                                    | Шахтарі                                 |
| Олексій Агоп'ян    | Поранений                                          | Байки з лазарету                        |
| Олексій Агоп'ян    | Олексій, Бомж, Грузин                              | Чоловічі історії                        |
| Вадим Набоков      | П'яниця, Мадам                                     | Бар «Каламбур»                          |
| Вадим Набоков      | «Холоднокровний і чарівний радист Морзе»           | Круте піке                              |
| Вадим Набоков      | Морячок-дурник                                     | Село Дурнів                             |
| Вадим Набоков      | Жранкель, Зусули                                   | Залізний капут                          |
| Вадим Набоков      | Чукча                                              | Унти з циклу Вулиці чукотських бунтарів |
| Вадим Набоков      | Міліціонер, Тюремник                               | Злодії — шеф і придурок                 |
| Вадим Набоков      | Шахтар Васильович                                  | Шахтарі Жранкель Байки з лазарету       |
| Юрій Стицьковський | Рокер, Кухар                                       | Бар «Каламбур»                          |
| Юрій Стицьковський | «Безжурний і мужній Командор»                      | Круте піке                              |
| Юрій Стицьковський | Майор барон фон Швальцкопф XII                     | Залізний капут                          |
| Юрій Стицьковський | Офіцер                                             | Унти з циклу Вулиці чукотських бунтарів |
| Юрій Стицьковський | Придурок                                           | Злодії — шеф і придурок                 |
| Юрій Стицьковський | Макс                                               | Сенсація за будь-яку ціну               |
| Юрій Стицьковський | Доктор фон Швальцкопф XII                          | Байки з лазарету                        |
| Юрій Стицьковський | Василь, Інтелігент                                 | Чоловічі історії                        |
| Сергій Гладков     | Невдаха                                            | Бар «Каламбур»                          |
| Сергій Гладков     | «Незрівнянна міс Мурпл в ролі міс Бурпл», Диспечер | Круте піке                              |
| Сергій Гладков     | Мужик                                              | Село Дурнів                             |
| Сергій Гладков     | Дранкель                                           | Залізний капут                          |
| Сергій Гладков     | Німець, Геолог                                     | Унти з циклу Вулиці чукотських бунтарів |
| Сергій Гладков     | Міліціонер, Тюремник                               | Злодії — шеф і придурок                 |
| Сергій Гладков     | Дранкель, Поранений                                | Байки з лазарету                        |
| Тетяна Іванова     | Офіціантка                                         | Бар «Каламбур»                          |
| Тетяна Іванова     | «Симпатична і незворушна Стюардеса»                | Круте піке                              |
| Тетяна Іванова     | Баба                                               | Село Дурнів                             |
| Тетяна Іванова     | Дружина Чукчі                                      | Унти з циклу Вулиці чукотських бунтарів |
| Тетяна Іванова     | Офіціантка                                         | Чоловічі історії                        |

## Трансляція

### Україна
- Інтер — 1997 (лише перший сезон, ретрансляція з ОРТ)
- 1+1 — з 1998 по 2001
- ICTV — з 2002 по 2009
- К1 — 2011
- ТВі — 2009—2011 (Село Дурнів)

### РФ
- ОРТ — 1996 по 2000
- РТР — 2000 по 2001
- ДТВ — 2003 по 2004 2006 по 2009
- Перець — 2012 по 2014
- Че (Телеканал) — 2018 по 2021
- Gagsnetwork — 2020 (Бар «Каламбур», Село Дурнів)

## Цікаві факти
- У рубриці «Круте піке» для зйомок використовувався як справжній авіатренажер (ХАІ), так і саморобні декорації.
- У рубриці «Круте піке» в 1 та 2 сезонах написаний рік видання рубрики — 1918. Тільки в 4 сезоні це виправили на 1998 рік, далі щорічно в титрах змінювали дату 2001 року.
- У 1995 році, коли «Каламбур» тільки створювався, його назвою повинен був стати термін з покеру — «Full House». Цей термін означає п'ятірку (тут це 5 акторів), до того ж схожим словосполученням є «Fool House» (англ. Будинок дурнів). Однак ця назва не сподобалося ОРТ, який збирався взяти програму тільки з назвою російською мовою. Тому ведучого програми довелося перезняти, а також змінити заставку, титри і фінальну пісню. В оригіналі пісня звучить: «…Якщо всі навколо з сумним поглядом, Журнал Фул-Хаус подивися…» — і саме тому в переробленої пісні наголос у цих рядках дещо незвичайне: «…Журнал Каламбур подивися…» Оригінальна заставка першого випуску, однак, все-таки незабаром потрапила в Інтернет.
- Перший сезон журналу знімався в Харкові, а всі інші — в Одесі. Втім, у другому сезоні була дозйомка в Харкові спеціально для декількох серій «Крутого піке» (декорації літака тоді ще не були добудовані).
- У 29 випуску у фінальному діалозі ведучого і помічника присутня реклама жувальної гумки «Орбіт без цукру».
- У 1 сезоні в рубриці «Круте піке» — титри з «Full House».